# جاكي ماكسويل (ممثلة)
جاكي ماكسويل (بالإنجليزية: Jacqui Maxwell)‏ هي ممثلة أسترالية، ولدت في 1981 في سيدني في أستراليا.

## وصلات خارجية
- جاكي ماكسويل على موقع IMDb (الإنجليزية)
- جاكي ماكسويل على موقع قاعدة بيانات الفيلم (الإنجليزية)